# (799) Gudula
(799) Gudula ist ein Asteroid des Hauptgürtels, der am 9. März 1915 vom deutschen Astronomen Karl Wilhelm Reinmuth in Heidelberg entdeckt wurde.
Der Asteroid wurde in traditioneller Art mit einem weiblichen Vornamen benannt, der jedoch keiner bestimmten Person zugeordnet ist.